# Terry Speed
Terence Paul Speed, también conocido como Terry Speed (n. el 14 de marzo de 1943), es un estadístico australiano, conocido por sus contribuciones al análisis de la varianza y a la bioinformática, en particular al análisis de datos de microarrays de ADN.
Obtuvo su doctorado en la Universidad de Monash en 1968 y actualmente es el jefe de la división de Bioinformática en el Walter and Eliza Hall Institute of Medical Research, en Melbourne (Australia). Anteriormente, repartía su tiempo entre ese puesto y el departamento de estadística de la Universidad de California, Berkeley (Estados Unidos).
Fue presidente del Institute of Mathematical Statistics en 2004. En 2002, recibió la medalla Pitman.
También fue perito en el juicio a O. J. Simpson, así como en el caso Imanishi-Kari, donde se acusaba de fraude científico al biólogo David Baltimore.